# تکیه سفلی کنگ
تکیه سفلی کنگ؛ نام تکیه‌ای تاریخی مربوط به اواخر دورهٔ قاجار است و در شهرستان بینالود، روستای کنگ، محلهٔ میانده واقع شده و این اثر در تاریخ ۱۸ شهریور ۱۳۹۱ با شمارهٔ ثبت ۳۰۹۵۸ به‌عنوان یکی از آثار ملی ایران به ثبت رسیده‌است.